# Indústria Brasileira de Gases
A Indústria Brasileira de Gases (IBG) é uma empresa brasileira de capital 100% nacional especializada na produção de gases industriais e medicinais.
A IBG desponta como a única sobrevivente entre as diversas companhias nacionais e multinacionais que tentaram se fixar no mercado nacional de gases nos últimos 50 anos e acabaram por vender suas operações para empresas multinacionais do setor que já atuavam no País.

## História
Fundada em 1992 pelo empresário Newton de Oliveira, a IBG teve como premissa básica a carência de concorrência no setor e a necessidade do mercado brasileiro em ter um fornecedor independente, iniciando suas atividades com uma fábrica de acetileno, importada dos Estados Unidos. Na época, adquiria das siderurgias os excedentes de oxigênio líquido, nitrogênio líquido para a comercialização no estado líquido e gasoso.
Logo nos dois primeiros anos de operação, a indústria trouxe dos Estados Unidos sua própria planta de gases do ar para produzir oxigênio e nitrogênio. Em seguida, importou uma fábrica de óxido nitroso. Em agosto de 2007, a companhia inaugurou uma fábrica em Aparecida de Goiânia, no interior de Goiás. Em 2009, investiu na instalação da FOX IV, também em Jundiaí.
Em 2010, foi multada em cerca de 8,5 milhões de reais por fazer parte do “cartel do oxigênio”, junto de outras empresas do setor, como White Martins e Air Liquide.
Hoje, mais de 3 mil empresas integram a carteira de clientes da IBG, das áreas médico-hospitalar, industrial, microeletrônica, metalurgia, siderurgia, processamento e estocagem de alimentos, saúde, petroquímica, indústria automobilística e indústria química.

## Estrutura
A indústria gera mais de 300 postos de trabalho e opera nove fábricas – seis em Jundiaí (SP), (três de gases do ar, uma de acetileno, uma de óxido nitroso e uma de gases especiais); uma em Suape (PE) de Gases do Ar; e duas especializadas na produção de dióxido de carbono (CO2) em Descalvado (SP).[carece de fontes?]
Até o final deste ano, está prevista a inauguração de uma outra unidade de produção de gases industriais.[carece de fontes?] A IBG conta ainda com 17 estações de enchimento espalhadas por todo o Brasil.

### Fábricas
- Três unidades produtivas de gases do ar (FOX II, FOX III e FOX IV);
- Uma fábrica de acetileno;
- Uma fábrica de óxido nitroso;
- Uma fábrica de gases especiais;
- Uma unidade de produção de gases do ar em montagem;
- Duas unidades de produção de dióxido de carbono (CO2) em Descalvado (SP), e uma em Suape (PE);